# Ruslan Salej
Ruslan Albertawitsch Salej (belarussisch Руслан Альбертавіч Салей, russisch Руслан Альбертович Салей/Ruslan Albertowitsch Salei; * 2. November 1974 in Minsk, Weißrussische SSR; † 7. September 2011 in Tunoschna bei Jaroslawl, Russland) war ein belarussischer Eishockeyspieler, der während seiner aktiven Karriere unter anderem für die Mighty Ducks of Anaheim, Florida Panthers, Colorado Avalanche und Detroit Red Wings in der National Hockey League auf der Position des Verteidigers spielte.

## Karriere
Ruslan Salej hegte zunächst vielmehr Interesse an einer Karriere als Fußballspieler, bevor er im Alter von sieben Jahren seine Vorliebe für den Eishockeysport entdeckte. Die Grundlagen des Eishockeys lernte er bei seinem Heimatverein Junost Minsk, für dessen Mannschaft Salej als Juniorenspieler aktiv war. Seine Profilaufbahn startete der Belarusse bei Dinamo Minsk, für den er in der Saison 1992/93 in der internationalen Hockey-Liga debütierte und mit diesem auch am Spielbetrieb der belarussischen Extraliga teilnahm. 1993, 1994 und 1995 gewann Salej mit der Mannschaft, die inzwischen unter dem Namen Tiwali Minski firmierte, drei Mal in Folge die belarussische Meisterschaft. Weiters wurde er 1994 und 1995 ins All-Star Team der belarussischen Extraliga gewählt.

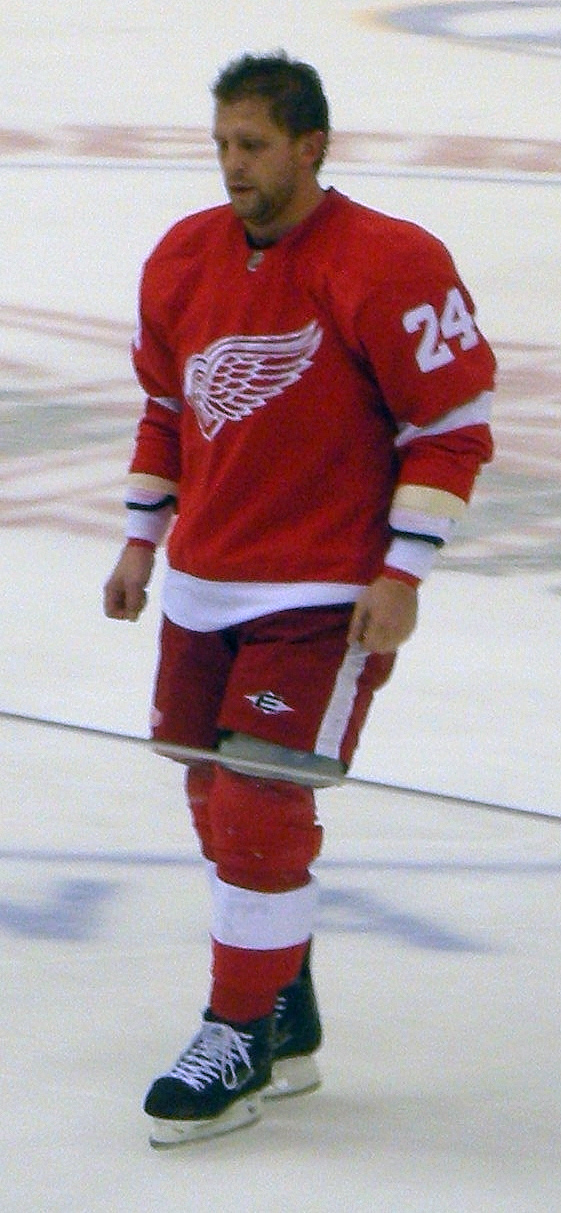
Ruslan Salej im Trikot der Detroit Red Wings

Während dieser Zeit wurde er von den Scouts der Las Vegas Thunder aus der International Hockey League auskundschaftet, die den Linksschützen als schlagkräftigen Defensivspieler beschrieben. Ohne Salej jemals spielen gesehen zu haben, entschied sich General Manager Bob Strumm dem Belarussen ein Vertragsangebot vorzulegen. Bei seiner Ankunft in Las Vegas erlebte Salej einen Kulturschock, da er kein Wort englisch sprach und für ihn ungewohnten klimatischen Verhältnissen ausgesetzt war. In Las Vegas spielte er gemeinsam mit dem langjährigen NHL-Torwart Curtis Joseph. Nach einer guten Rookiesaison, in der Salej mit einem Wert von plus 42 in der Plus/Minus-Statistik während der regulären Saison überzeugte und während dieser er mit den Thunder die Halbfinals um den Turner Cup erreicht hatte, wurde er beim NHL Entry Draft 1996 in der ersten Runde an insgesamt neunter Position von den Mighty Ducks of Anaheim ausgewählt. In seiner ersten Spielzeit in der NHL absolvierte er 30 Spiele und erzielte dabei einen Assist. Weiters verbrachte er die restliche Zeit der Saison bei den Baltimore Bandits in der American Hockey League und lief auch in elf Partien für die Las Vegas Thunder aufs Eis. Im Verlauf der Saison 1997/98 gelang ihm der Durchbruch in der NHL, als der Verteidiger in 66 Partien für die Kalifornier auf dem Eis stand.
Im Oktober 1999 wurde er nach einem Check von hinten in die Bande an Mike Modano von den Dallas Stars für zehn Spiele gesperrt. Zusätzlich musste er eine Geldstrafe von rund 110.000 US-Dollar bezahlen. In der Saison 2002/03 erreichte er mit den Mighty Ducks das Stanley-Cup-Finale, musste sich dort aber nach sieben Spielen den New Jersey Devils geschlagen geben. In der aufgrund des Lockout abgesagten NHL-Saison 2004/05 war Salej für den Ak Bars Kazan in der russischen Superliga aktiv.
Sein Vertrag in Anaheim lief zum Ende der Saison 2005/06 aus und wurde nicht verlängert. Am 2. Juli 2006 unterschrieb er als Free Agent einen Kontrakt bei den Florida Panthers. Die Vertragslaufzeit belief sich auf vier Jahre, was ihm einen Verdienst von rund 3 Millionen US-Dollar pro Jahr einbringen sollte. Salej war bis dahin mit insgesamt 594 Spielen in der regulären Saison der Verteidiger mit den meisten Einsätzen für die Mighty Ducks. In seinem ersten Jahr in Florida stellte er seine Bestmarke von 32 Punkten in 82 Spielen auf.
Am 26. Februar 2008 wurde er nach Denver zur Colorado Avalanche transferiert. Die Panthers erhielten im Gegenzug Kārlis Skrastiņš und ein Drittrunden-Wahlrecht im NHL Entry Draft 2008. Sein Vertrag bei der Avalanche lief am Ende der Saison 2009/10, in der er auf Grund einer Rückenverletzung nur 14 Spiele bestreiten konnte, aus und wurde nicht verlängert. Am 9. August 2010 unterzeichnete der Verteidiger einen Einjahresvertrag bei den Detroit Red Wings. Im Juli 2011 erhielt Salej einen Kontrakt für ein Jahr bei Lokomotive Jaroslawl aus der Kontinentalen Hockey-Liga.
Salej's langjähriger Mannschaftskollege Teemu Selänne lobte den Verteidiger für seine lockere, angenehme Art und bezeichnete den Belarussen als einen seiner Lieblingsspieler. Weiters galt er als Akteur mit Allround-Fähigkeiten, besonders wurde seine hohe Ausdauer hervorgehoben. Kritisiert wurde Salej hingegen für seine gelegentliche Undiszipliniertheit auf dem Eis.
Salej starb am 7. September 2011 beim Flugzeugabsturz bei Jaroslawl. In der Unfallmaschine vom Typ Jakowlew Jak-42 befand sich die komplette Eishockey-Mannschaft von Lokomotive Jaroslawl.

## Erfolge und Auszeichnungen
| - 1993 belarussischer Meister mit Dinamo Minsk - 1994 belarussischer Meister mit Tiwali Minsk - 1994 All-Star-Team der belarussischen Extraliga - 1995 belarussischer Meister mit Tiwali Minsk | - 1995 All-Star-Team der belarussischen Extraliga - 2003 Belarus’ Eishockeyspieler des Jahres - 2004 Belarus’ Eishockeyspieler des Jahres |

### International
- 1995 Aufstieg in die B-Gruppe bei der C1-Weltmeisterschaft
- 2004 Aufstieg in die Top-Division bei der Weltmeisterschaft der Division I
- 2014 Aufnahme in die IIHF Hall of Fame

## Karrierestatistik

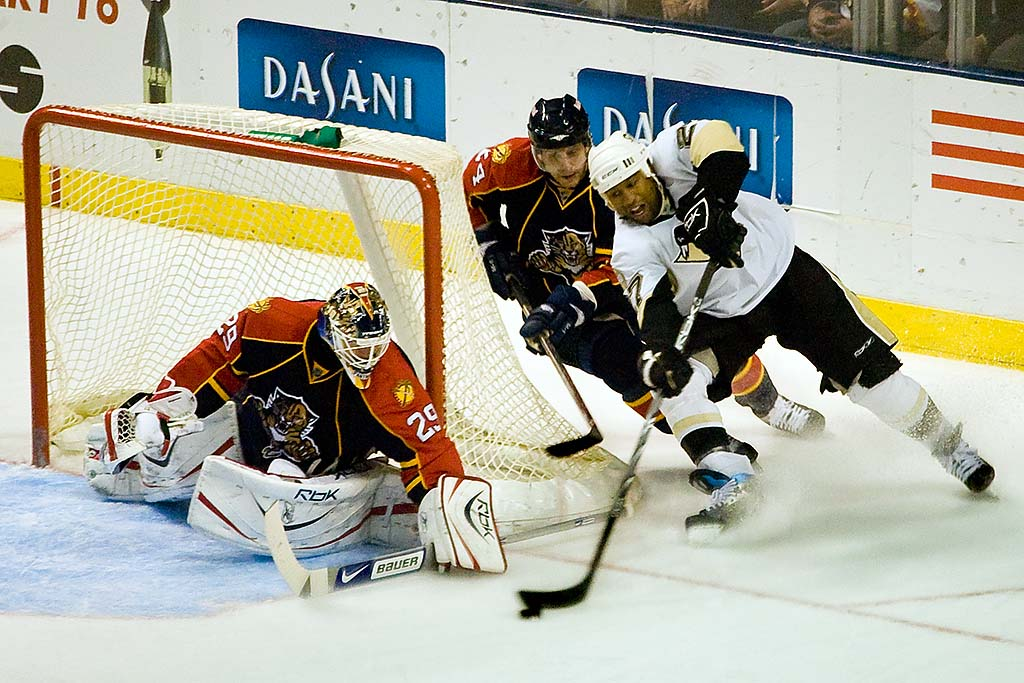
Ruslan Salej (Mitte, dunkles Trikot) und Tomáš Vokoun versuchen, Georges Laraque (weißes Trikot) am Torschuss zu hindern.

### International
Vertrat Belarus bei:
| - C1-Weltmeisterschaft 1994 - C1-Weltmeisterschaft 1995 - Olympischen Winterspielen 1998 - Weltmeisterschaft 1998 - Weltmeisterschaft 2000 - Weltmeisterschaft 2001 | - Olympischen Winterspielen 2002 - Weltmeisterschaft der Division I 2004 - Weltmeisterschaft 2008 - Weltmeisterschaft 2009 - Olympischen Winterspielen 2010 - Weltmeisterschaft 2010 |

(Legende zur Spielerstatistik: Sp oder GP = absolvierte Spiele; T oder G = erzielte Tore; V oder A = erzielte Assists; Pkt oder Pts = erzielte Scorerpunkte; SM oder PIM = erhaltene Strafminuten; +/− = Plus/Minus-Bilanz; PP = erzielte Überzahltore; SH = erzielte Unterzahltore; GW = erzielte Siegtore; 1 Play-downs/Relegation; Kursiv: Statistik nicht vollständig)